# NF-κB
Транскрипцио́нный фактор NF-κB (ядерный фактор «каппа-би»; англ. nuclear factor kappa-light-chain-enhancer of activated B cells, NF-kB) — универсальный фактор транскрипции. Нарушение регуляции NF-kB вызывает воспаление, аутоиммунные заболевания, а также развитие вирусных инфекций и рака. Семейство NF-kB состоит из 5 белков: NF-kB1 (или p50), NF-kB2 (или p52), RelA (или p65), RelB и c-Rel, образующих 15 комбинаций димеров. Все белки семейства объединяет наличие домена гомологии Rel, который обеспечивает образование белковых димеров, связывание NF-kB с ДНК и с цитозольным ингибиторным белком IkB. Фактор NF-kB проявляет активность только в димерной форме (возможно образование как гетеро-, так и гомодимеров), причём наиболее распространённые формы — димеры субъединиц p50 или p52 с субъединицей p65.
NF-kB активируется целым рядом стимулов, включая цитокины (такие как TNF и интерлейкин 1), T- и B-клеточные митогены, бактериальные и вирусные продукты (все лиганды толл-подобных рецепторов, например липополисахарид или двухцепочечная вирусная РНК) и факторы стресса (такие как реактивные формы кислорода или ультрафиолет). В цитоплазме клетки NF-kB находится в неактивном состоянии в комплексе с ингибиторным белком IkB. Стимулирующий агент активизирует сигнальный путь NF-κB, при этом IkB фосфорилируется под действием киназы IKK (IkB-киназа), что приводит к деградации IkB в результате действия 26S протеасомы. При этом NF-kB высвобождается от ингибирующего комплекса, транслоцируется в ядро и активирует транскрипцию контролируемых генов.

## История открытия
Фактор NF-κB был открыт в лаборатории Нобелевского лауреата Дэвида Балтимора в середине 1980-х годов.

## Семейство белков NF-κB

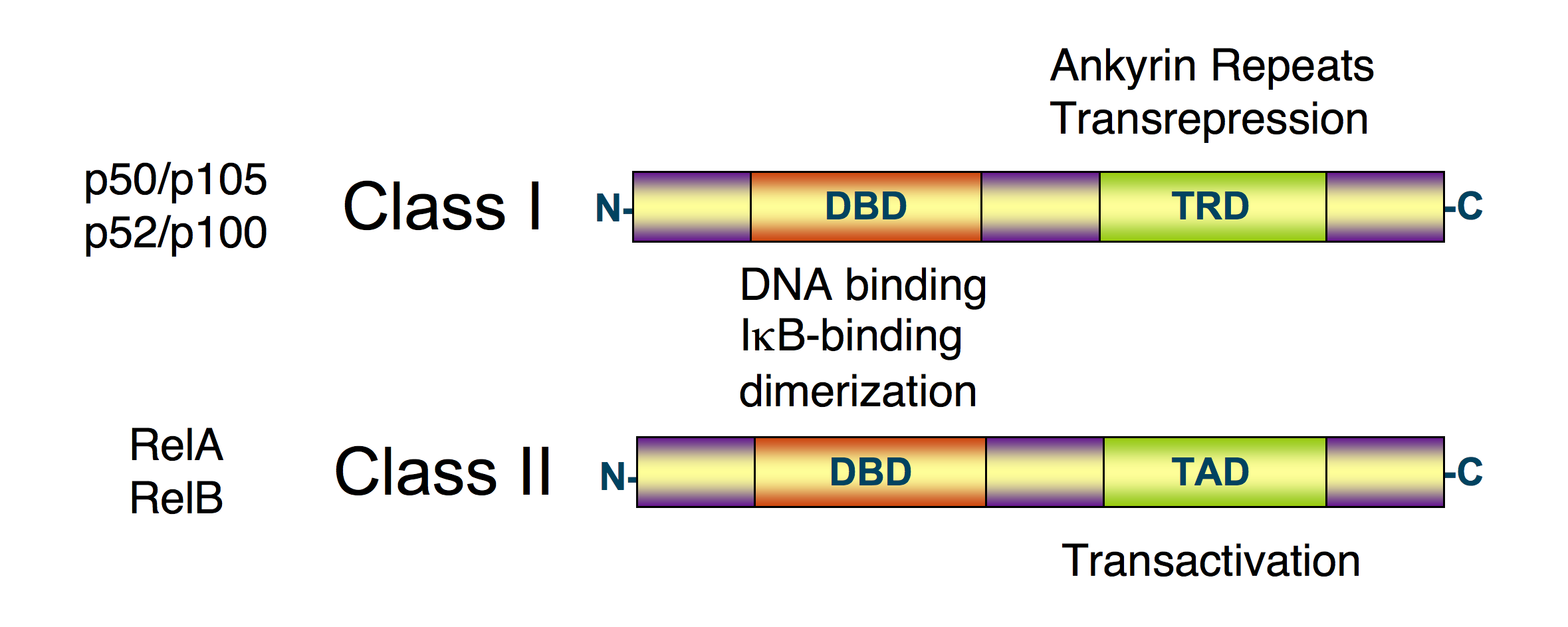
Схематическое изображение структуры белков семейства NF-κB. Существует 2 класса этих белков: класс I (наверху) и класс II (внизу). Оба класса белков содержат N-концевой ДНК-связывающий домен (DBD), который также участвует в образовании димера и связывает ингибиторный белок IκBα. На C-конце белков класса I находятся анкириновые повторы с репрессорной активностью, а у белков класса II здесь находится трансактивирующий участок

Все белки, входящие в семейство NF-κB, имеют гомологию с ретровирусным онкобелком v-Rel, поэтому классифицируются как белки NF-κB/Rel.
У млекопитающих обнаружено 5 членов семейства NF-κB/Rel, которые делятся на 2 класса:
- Класс I
  - NF-κB1 (или p105→p50) – NFKB1
  - NF-κB2 (или p100→p52) – NFKB2
- Класс II
  - RelA (или p65) – RELA
  - RelB – RELB
  - c-Rel – REL

Кроме того, белки этого семейства обнаружены и у беспозвоночных, например у фруктовой мушки Drosophila, морских ежей, морских анемон и губок.

## Функции
NF-κB играет важную роль во врождённом и адаптативном иммунном ответе. Он необходим для нормальной дифференцировки некоторых клеток крови и формирования структуры вторичных лимфоидных органов. Эксперименты на мышах, у которых гены отдельных членов семейства NF-κB были искусственно инактивированы, показали важность этих белков в передаче внутриклеточных сигналов от CD40, толл-подобных рецепторов и B-клеточного рецептора.

## Роль в развитии заболеваний
Так как одним из важных свойств NF-κB является его способность защищать клетку от апоптоза, гены его субъединиц относят к протоонкогенам. В норме активность сигнального пути NF-κB в клетке находится под строгим контролем, однако мутации различных генов могут стать причиной его конститутивной активации. Это имеет место при лимфомах разного происхождения, множественной миеломе и раке.